# Sigurd Nyrén
Sigurd Magnus Nyrén, född den 8 augusti 1878 i Sankt Petersburg, död den 8 januari 1948 i Norrköping, var en svensk jurist. Han var son till Magnus Nyrén.

## Biografi
Nyrén avlade hovrättsexamen vid Uppsala universitet 1904. Han var tillförordnad domhavande 1906–1908, tillförordnad hovrättsfiskal 1908–1909 och hovrättsassessor 1910–1912. Nyrén blev tillförordnad revisionssekreterare 1913, hovrättsråd 1917, ordinarie revisionssekreterare 1918, häradshövding i Björkekinds, Östkinds, Lösings, Bråbo och Memmings domsaga 1921 och i den sammanslagna Bråbygdens och Finspånga läns domsaga 1927. Han blev riddare av Nordstjärneorden 1919 och kommendör av andra klassen av samma orden 1932.